# NEC PC-6001
NEC PC-6001 es la primera línea de computadoras personales que fue creada por NEC Corporation. Hubo varias versiones de la PC-6001, junto la PC-6001 Mark 2, PC-6001 Mark 2 SR, y la PC-6601/SR. También hubo una versión estadounidense llamada NEC TREK o NEC PC-6001A. Fue reemplazada por la NEC PC-8801.
Varios accesorios estuvieron disponibles para el sistema en Norteamérica junto con un expansor con un trío de cartuchos (algunos juegos usaban un par de ellos), un grabador de cintas de cartucho, una disquetera de 5.5 pulgadas, una impresora, y un touchpad.
| Predecesor: NEC PC-8000 | NEC PC-6001 | Sucesor: NEC PC-6601 NEC PC-8801 |